# María Elisa Camargo
María Elisa Camargo Ardila (Guayaquil, 21 de diciembre de 1985) es una actriz, cantante y modelo ecuatoriana.

## Biografía
Nació en Guayaquil, Ecuador en 1985, hija de padres colombianos.
En 2003, a la edad de 17 años, ingresó a la carrera de música de la tecnocumbia de Grupo Deseo y Doble Sentido, ese mismo año, participó en un papel secundario en la telenovela de La Hechicera producida por TC Televisión.
En 2004 participó en un papel secundario en la adaptación televisiva de Yo vendo unos ojos negros producida por Ecuavisa. A los 19 años se mudó a Bogotá, Colombia donde comenzó con sus estudios de Economía en la Universidad de los Andes, siendo estos interrumpidos para dedicarse a una carrera actoral.
En 2005 realizó el casting para el programa El Factor X. Después de esperar varios meses, llegó al programa bajo la tutoría de José Gaviria. Allí compitió con Julio César Meza y Farina, otros de los aspirantes al título. Interpretó conocidos temas de artistas como Lara Fabián, David Bisbal y Shakira. Después de su eliminación del programa, María Elisa se dedicó a realizar castings en el Canal RCN, donde logró obtener un papel en la serie de televisión Floricienta, interpretando a Natalia. Tiempo después de Floricienta, fue contratada para interpretar a María Alegría en la telenovela La marca del deseo.
En 2008 participó en la serie de Mi recinto y en la telenovela en un papel antagónica de El Garañón del Millón producida por TC Televisión.
En 2009, María Elisa se trasladó a México, donde conoció al productor, Pedro Damián quien la invitó a participar en el remake de la telenovela argentina Verano del 98, ahora llamada Verano de Amor en donde interpreta a Isabella Roca la villana de la historia, compartiendo créditos con la ex RBD, Dulce María.
En 2010 interpretó el personaje de Mónica Ledesma en la telenovela mexicana Hasta que el dinero nos separe. Para el mismo año realiza el personaje de Kristel Ruiz y de Teresa Curiel en la telenovela Llena de amor siendo una de las antagonistas de la historia. En a mediados del mismo año en Guayaquil, Ecuador participó en la telenovela Fanatikda producida por TC Televisión.
En 2011 confirmó su relación con el actor mexicano Tony Dalton. La pareja realizó varios castings y lograron conseguir papeles en la telenovela de Telemundo, Flor salvaje.
En 2012 en Guayaquil, participó en la serie La pareja feliz producida por Teleamazonas. Luego formó parte del elenco de Porque el amor manda, interpretando a Patricia Zorrilla. Para 2014 es la protagonista de la telenovela Telemundo En otra piel.
En 2015 continuó trabajando para Telemundo y protagonizada la telenovela Bajo el mismo Cielo en la que interpreta a Adela Morales. Ese mismo año, el canal Caracol la eligió para interpretar a la fallecida cantante Patricia Teherán, en la novela Tarde lo conocí, transmitida entre 2017 y 2018.
En 2019, Maria Elisa retomó su relación con Telemundo protagonizando la súper-serie, El Barón, coproducida por Sony-Teleset en Colombia.
Después de cinco años de haber trabajado para Telemundo, la actriz se mudó a la ciudad de Los Ángeles donde obtiene una participación especial en el show de HBO Max, Warrior, rodado en Sudáfrica.
En 2022, Maria Elisa obtiene el papel de Valeria Garza, la líder del cartel de "Las Almas", antagonista para la Task Force 141 un grupo especializado y encargado de detener el terrorismo mundial en el videojuego Call of Duty: Modern Warfare 2.

## Filmografía

### Televisión
| Año       | Título                         | Personaje                                                                 |
| --------- | ------------------------------ | ------------------------------------------------------------------------- |
| 2003-2004 | La Hechicera                   | Candelaria "Candy"                                                        |
| 2004      | Yo vendo unos ojos negros      | Ruth                                                                      |
| 2006-2007 | Floricienta                    | Natalia "Nata" Montes                                                     |
| 2007-2008 | La marca del deseo             | María Alegría Santibáñez                                                  |
| 2008-2011 | Mi recinto                     | La Hermana del Compadre Locutor                                           |
| 2008      | El Garañón del Millón          | Cecilia Gonzalez "Chechi"                                                 |
| 2009      | Verano de amor                 | Isabella Roca Pineda                                                      |
| 2009-2010 | Hasta que el dinero nos separe | Mónica Ledesma                                                            |
| 2010-2011 | Llena de amor                  | Kristel Ruiz y de Teresa Curiel                                           |
| 2011      | Fanatikda                      | Marián                                                                    |
| 2011-2012 | Flor salvaje                   | Catalina Larrazábal de Urrieta                                            |
| 2012      | La pareja feliz                | La Hermana de El Sobrino                                                  |
| 2012-2013 | Porque el amor manda           | Patricia Zorrilla de Rivadeneira "Pato"                                   |
| 2014      | En otra piel                   | Adriana Aguilar de Ochoa / Mónica Serrano Vda. de Larrea / Mónica Arreaga |
| 2015-2016 | Bajo el mismo cielo            | Adela Morales de Martínez / Matilde "Mati" Gutiérrez                      |
| 2017-2018 | Tarde lo conocí                | Patricia Teherán Romero                                                   |
| 2019      | El Barón                       | Isabel García de Montero                                                  |
| 2019      | Warrior                        | Marisol Rooker                                                            |
| 2019      | De levante                     | Lina                                                                      |
| 2021      | MalaYerba                      | Mariana                                                                   |
| 2022      | A grito herido                 | Daniela                                                                   |
| 2023      | Juego de mentiras              | Adriana Molina                                                            |
| 2024-2025 | Escupiré sobre sus tumbas      | Katherine Andrea Obregón Martelli                                         |

### Programas
- Hola Escola (2005)

### Películas
- Volando Bajo (2013) - Natalie
- Traslúcido (2016) - Celeste
- Unimundo (2018) - Maria
- Los Leones (2019) - Elvira
- Dulce Obsesión (2021) - Monica
- Perder es ganar un poco (2023)[15]

### Reality show
- A todo dar (2003)
- El Factor X (2005)
- Mira quien baila (2013)

### Videojuegos
- Call of Duty: Modern Warfare II (2022) - Valeria Garza

## Discografía
Singles
- Dígale (2007)
- Otro Amor Vendrá (2007)
- Las Marías (Canción de entrada de la telenovela La Marca del Deseo) (2007)
- Hay Amor (2007)
- Tengo una Pena (2007)
- Por Ti (2007)

## Premios y nominaciones
| Año  | Premiación                | Categoría                                         | Trabajos             | Resultados |
| ---- | ------------------------- | ------------------------------------------------- | -------------------- | ---------- |
| 2013 | Premios People en español | Mejor actriz secundaria                           | Porque el amor manda | Nominada   |
| 2014 | Premios Tu Mundo          | Protagonista favorita Novela / Serie              | En otra piel         | Nominada   |
| 2014 | Premios People en español | Mejor actriz                                      | En otra piel         | Nominada   |
| 2014 | Premios People en español | Mejor química en la pantalla (con David Chocarro) | En otra piel         | Nominada   |
| 2016 | Premios Tu Mundo 2016     | Protagonista favorita Novela / Serie              | Bajo el mismo cielo  | Nominada   |
| 2016 | Premios Tu Mundo 2016     | La Pareja Perfecta (con Gabriel Porras)           | Bajo el mismo cielo  | Nominada   |